# موش قطبی
موش قُطبی یا موش صحرایی قطب شمال، جونده‌ای کوچک است که بیشتر نزدیک به مناطق شمالگان، و در توندراها زندگی می‌کند. موش‌های قطبی جانورانی زیربرفی هستند؛ یعنی برای ادامه زیست نیازمند وجود لایه‌ای از برف زمستانی بر روی زیستگاه خود می‌باشند. موش‌های قطبی به همراه ولها و موش‌های آبی زیرخانواده وُل‌موش‌ها را در میان پستانداران تشکیل می‌دهند.
مانند بسیاری از جوندگان دیگر، موش‌های قطبی نیز رشد دوره‌ای جمعیت دارند و سپس، در همهٔ جهات پراکنده شده و به جستجوی غذا و سرپناه می‌گردند، این در حالی است که زیستگاه طبیعی آنها (به دلیل همان مواجهه با چرخه رشد دوره‌ای و افزایش انفجاری جمعیت) پاسخگوی چنین نیازهایی طبیعتاً نیست. موش قطبی نروژی و موش قطبی قهوه‌ای دو مثال برجسته از معدود مهره‌دارانی هستند که سرعت تکثیر در میان آنها به شدت بالا است به طوری که نوسانات جمعیتی آنها بسیار آشفته (دارای نوسان بسیار) است. توضیح اینکه چرا جمعیت موش‌های قطبی هر ۴ سال ۱ مرتبه دچار چنین مغایرت بسیار فراوانِ نوسان جمعیتی می‌شود به درستی مشخص نیست. رفتار موش‌قطبی‌ها به‌طور قابل‌توجهی با سایر جوندگانی که رنگ آنها نامحسوس بوده و سعی می‌کنند که خود را از شکارچیان پنهان کنند، متفاوت است. در مقابل، موش‌های قطبی به وضوح روشن‌تر هست (شفاف‌تر) و نسبت به شکارچیان و حتی ناظران انسانی، خوی تهاجمی دارند.
تصور چنین است که سیستم دفاعی موش‌قطبی مبتنی بر رنگ هشدار است. رشد مخرب آنها بر رفتار شکارچیان نیز تأثیر می‌گذارد و ممکن است باعث هجوم پرندگان شکاری، به ویژه جغد برفی به مناطق جنوبی‌تر شود. موش‌های قطبی در هنگام رسیدن به گنجایش برد و اقدام به رفتار مهاجرتی، گاهی با پریدن (افتادن) ناخواسته از صخره‌ها کشته می‌شوند. برخی گونه‌ها نیز زمانی که تراکم جمعیت بسیار زیاد می‌شود، در قالب گروه‌های بزرگ و برای یافتن زیستگاه جدید اقدام به شنا کردن می‌کنند. در چنین مواقعی، اگر حجم آب در مقیاس اقیانوس بوده (نه رودخانه یا رود) یا پهنه وسیعی داشته باشد که خارج از توانایی فیزیکی آنها باشد، بسیاری از آنها غرق می‌شوند. این رفتارها (پریدن‌های ناخواسته و اتفاقی یا شنای گروهی تا حد مرگ) تصور رایج و اشتباه خودکشی گروهی را دربارهٔ موش‌های قطبی رواج داده‌است در حالی که به واقع، تنها به خاطر گنجایش برد و رفتار مهاجرتی است.